# Telebasis williamsoni
Telebasis williamsoni là một loài chuồn chuồn kim trong họ Coenagrionidae.
Telebasis williamsoni được miêu tả khoa học năm 2009 bởi Garrison.